# Walter Froede
Walter G. Froede (* 28. April 1910 in Hamburg; † 2. März 1984) war ein deutscher Maschinenbauer.

## Leben und Wirken
Froede besuchte die Oberrealschule bis zum Abitur und absolvierte eine Lehre bei der Schiffswerft Blohm & Voss. Danach studierte er Maschinenbau an der Technischen Hochschule Berlin. Ab 1935 war er als wissenschaftlicher Mitarbeiter in der Versuchsanstalt für Kraftfahrzeuge mit Entwicklungsarbeiten an Zweitaktmotoren betraut, wobei er sich auch mit dem Kadenacy-Effekt beschäftigte. 1941 schrieb er seine Dissertation „Zeitkonstant gesteuerte Benzineinspritzung“.
Angestellt bei NSU Motorenwerke in Neckarsulm als Spezialist für Einspritztechnik und Leiter der Versuchsabteilung war eine seiner ersten Aufgaben die Entwicklung des Kettenkrads. Nach dem Krieg geriet er kurz in Gefangenschaft, arbeitete danach als Holzfuhrunternehmer. 1947 befasste er sich mit der möglichen zivilen Nutzung des Kettenkrads in der Land- und Forstwirtschaft, insbesondere beim Holztransport. 1948 wurde er wieder bei NSU in der Abteilung Reparatur- und Wartungsarbeiten für amerikanische Militärfahrzeuge eingestellt. 1950 wurde er Leiter der NSU-Rennabteilung. Mit Heinz-Dieter Paschke (1923–2015) entwickelte er die Unterbrechereinspritzanlage von Helmut Droeschel weiter.
1951 hatte auch Felix Wankel bei NSU angefangen, an dessen Kreiskolbenmotor (KKM) Froede fortan tüftelte. 1953 wurde er Leiter der Forschungsabteilung, in der unter anderem mit Ewald Praxl die Entwicklung des Baumm'schen Liegestuhles betrieben wurde. Ferner arbeitete er an der Rennmax.
Mit Ernst Höppner aus Emden, mit dem er zunächst das Zeichenhilfsgerät Globus konstruierte, stellten sie den ersten DKM54-Entwurf im April 1954 fertig. Den genauen Kurvenverlauf des Gehäuses errechnete Prof. Othmar Baier von der TH Stuttgart,  die auch eine spezielle Schleifmaschine für die Herstellung entwarf. Baumms Liegestuhl, angetrieben von einem 50-cm³-Quickly-Motor, der von einem  frühen Wankel-Gebläse aufgeladen wurde, erreichte 1956 auf den Utah salt flats 196 km/h. Im Neckarsulmer Werk ulkte man fortan von „Kraft durch Froede“. Im Sommer 1958 flog er mit Gerd Stieler von Heydekampf in die USA zum Flugmotorenhersteller Curtiss-Wright, dem sie 5 Millionen für eine KKM-Lizenz abluchsten. Nachdem Anfang 1960 auf der VDI-Tagung in München dieser neue Motor vorgestellt war, schoss die NSU-Aktie im Sommer in astronomische Höhe. Froede prägte die gesamte Kreiskolbenmotoren-Entwicklung hinsichtlich der gewählten Konstruktionsprinzipien, der Varianten und der Einsatzmöglichkeiten. Der Wankel-Bootsantrieb erwies sich schnell als Flop. Eine große Anzahl seiner Ideen wurden zum Patent angemeldet. Nachdem sein Mitstreiter Hans-Georg Wenderoth bereits 1969 abgezogen wurde, stellte Ferdinand Piëch die Entwicklung am Wankel 1972 ein. Zuletzt arbeitete Froede am 2x750-cm²-Motor. Ab Ende Januar 1975 verbrachte er seinen Ruhestand in Bad  Rappenau.
Verheiratet war er mit Erna Froede (1913–2001). Bestattet ist er auf dem Alten Friedhof Georgenhausen-Zeilhard in Reinheim.

## Veröffentlichungen (Auswahl)
- mit Ulrich Schmidt: Bericht über Versuche am Zweitaktmotor mit Benzineinspritzung; 1938
- Die Verwendung der Kettenkräder in der Forst- und Landwirtschaft; ATZ 50; 1948, Nr. 1 S. 13–16
- Benzineinspritzung für kleine Zylinder von Ottomotoren; ATZ 57; 1955
- Bauart und gegenwärtiger Entwicklungszustand einer Trochoiden-Rotations-Kolbenmaschine; MTZ 1960
- mit Ernst Schmidt, Eugen Wilhelm Huber: Kreiskolbenmaschinen als Verbrennungsmotoren; 1960
- Sportwagen mit NSU-Wankel-Motoren;  ATZ 65 (1963) 253 bis 256
- Entwicklungsarbeiten an Dreh- und Kreiskolbenmotoren; VDI-Z 1960, Nr. 8 S. 314
- Einspurfahrzeuge mit geringstem Luftwiderstand
- mit Georg Jungbluth: Entwicklung der Rotationskolbenmotoren am Beispiel des Wankelmotors; 1966